# 新チャーリーズ・エンジェル
『新チャーリーズ・エンジェル』（Charlie's Angels）は、アルフレッド・ガフとマイルズ・ミラーの企画によるアメリカ合衆国のテレビドラマである。リブート作品。1976年の同名のシリーズのリブート版であり、オリジナル版同様、ABCにより放送された。オリジナル版開始から35周年となる2011年9月22日木曜に放送が開始されたが、全7回で打ち切られた。

## あらすじ
元汚職刑事のケイト、元泥棒のアビー、そして元海兵隊兵士のグロリアは謎の大富豪、チャーリー・タウンゼントに雇われ、若き天才ハッカー・ボスレーのサポートの元、マイアミにある探偵事務所で働いていた。少女売買商人を追っていたある日の夜、グロリアは車内に仕掛けられた爆弾により2人の目の前で爆死してしまう。翌日、ボスレーは爆発の30分前に車の近くにいた人影の正体を割り出す。ケイトとアビーはその人物、グロリアの幼馴染で元自動車窃盗犯のイブを尋ねる。

## キャスト
- ケイト・プリンス：アニー・イロンゼ[6]（日本語吹替え：東條加那子[7]）
- イブ・フレンチ：ミンカ・ケリー[8]（日本語吹替え：魏涼子）
- アビゲイル・"アビー"・サンプソン：レイチェル・テイラー（日本語吹替え：浅野まゆみ）
- ジョン・ボスレー：ラモン・ロドリゲス[9]（日本語吹替え：花輪英司）
- チャーリー・タウンゼント（声）：ヴィクター・ガーバー（日本語吹替え：沢木郁也）
- レイ・グッドソン刑事（ケイトの元夫）：イザイア・ムスタファ
- ヴィクター・サンプソン（アビーの父親）：ジョン・テリー

## 製作
オリジナルシリーズのリブート企画は2009年末より始まり、脚本家のジョシュ・フリードマンがパイロット版のスクリプト執筆のために雇われた。フリードマンのスクリプトは最終的に却下され、ABCは『ヤング・スーパーマン』のクリエイターであるアルフレッド・ガフとマイルズ・ミラーが新たに雇った。
インタビューで、アルフレッド・ガフは何もかもを「古臭い、レトロな」にするのを避けたいと表明した。チャーリー役にはロバート・ワグナーが予定されていたが、スケジュールの問題によりプロジェクトから去った。
パイロット版はベテランのテレビディレクターであるマルコス・シーガが監督した。撮影はマイアミで2011年3月8日で始まった。
2011年5月13日、ABCはプロジェクトのシリーズ化を決めた。17日、ABCは2011–12年のアメリカ合衆国のネットワーク・テレビ・シーズンに開始し、木曜日の東部標準時で午後8時、中部標準時で午後7時に放送すると発表した。
しかし、第4話が放映された直後の10月14日、ABCは視聴率低迷を理由に番組を打ち切ると発表した。18歳から49歳までを対象とした視聴率が初回放送で2.1ポイント、視聴者数870万人と予想をはるかに下回り、その後も視聴率は一向に上向くことのないまま、開始からわずか1か月でABCは見切りをつけた。ABCは終了発表後、すでに製作されている残り4話を放送したのち、後番組を決定するとしていたが、実際には3話しか放送されなかった。

## エピソード一覧
| No. | タイトル                                      | 監督                   | 脚本                                                                       | 18-49 レイティング | 合衆国視聴者数 （百万人） | 初回放送日     |
| --- | --------------------------------------------- | ---------------------- | -------------------------------------------------------------------------- | ------------------ | ------------------------- | -------------- |
| 1   | "新たなエンジェル" "Angel with a Broken Wing" | マルコス・シーガ       | アルフレッド・ガフ & マイルズ・ミラー                                      | 2.1/6              | 8.76                      | 2011年9月22日  |
| 2   | "モデルの裏の甘い罠" "Runway Angels"          | アンジェラ・ロビンソン | ソニー・ポスティリオーネ & アルフレッド・ガフ & マイルズ・ミラー           | 1.5/4              | 7.11                      | 2011年9月29日  |
| 3   | "妖しい花の秘密" "Bon Voyage, Angels"         | ジェームズ・マーシャル | ダグラス・ペトリー                                                         | 1.2/4              | 5.93                      | 2011年10月6日  |
| 4   | "塀の中のエンジェルたち" "Angels in Chains"   | マルコス・シーガ       | 原案: ロバート・アール 脚本: ジャヴァイア・グリロ＝マルクスアチ            | 1.3/4              | 5.91                      | 2011年10月13日 |
| 5   | "犯罪者の父をもつ子" "Angels in Paradise"     | マルコス・シーガ       | アルフレッド・ガフ & マイルズ・ミラー                                      | 1.2/4              | 5.57                      | 2011年10月20日 |
| 6   | "ブラック ハット" "Black Hat Angels"          | ジェームズ・マーシャル | ダグラス・ペトリー                                                         | 1.2/3              | 5.31                      | 2011年11月3日  |
| 7   | "王子の試練" "Royal Angels"                   | J・ミラー・トービン    | メレディス・ラヴェンダー & Marcie Ulin                                     | 1.1/3              | 5.10                      | 2011年11月10日 |
| 8   | "セカンドチャンス" "They Are Not Saints"      | ケヴィン・ブレイ       | ジャヴァイア・グリロ＝マルクスアチ & アルフレッド・ガフ & マイルズ・ミラー | N/A                | N/A                       | 米国で未放送   |

## 国際放送
カナダではCTVにより、ABCと同日に1時間早く放送された。
オーストラリアではオリジナルテレビシリーズを放映したチャンネル9が、放映権を獲得。開始前はオーストラリア出身のテイラーを中心とした宣伝を行っていたが、実際の放送は開始からわずか2回で打ち切られた。放送枠は姉妹チャンネルのGO!に移動したが、そこでも最後まで放送することはなかった。
日本では2012年10月よりスター・チャンネルにて『新チャーリーズ・エンジェル』のタイトルで、全8話が放送された。また、地上波では2014年11月29日から2015年1月31日までテレビ愛知の深夜にて放映、2014年12月4日から2015年2月5日までTOKYO MXで放映、2015年3月1日からテレビ大阪、TVQ九州放送の深夜にて放映、2015年3月14日から北海道テレビの深夜にて放映された。なお、放送話順はアメリカと異なる。また、2021年3月11日からCS放送のAXNで23:00から字幕版を、翌日の11:00から2か国語版が再放送された。さらに同年7月14日から3日連続で12:00から3話連続（7月16日のみ2話連続で19:00からも放送）で2か国語版が再放送された。